# 2019 у Черкаській області
Стаття присвячена головним подіям Черкаської області у 2019 році.

## Ювілеї
|                                              |  |  |
| Ювілейна монета НБУ присвячена Холодному Яру |  |  |

### Подій
- 100 років з часу проголошення Холодноярської республіки. Національний банк України 15 квітня випустив ювілейну монету, присвячену Холодному Яру.
- 100 років з часу проголошення Мліївської республіки.

### Видатних людей
- 300 років від дня народження Данила Кушніра (1719—1766), релігійного діяча, який зарахований до лику святих, уродженця с. Мліїв Городищенського району.
- 150 років від дня народження Федора Матушевського, уродженця м. Сміла, українського громадського діяча, публіциста і літературознавця.
- 2 березня — 200 років від дня народження Миколи Сементовського, уродженця Чорнобаїського району, українського письменника та історика.
- 9 березня — 100 років від дня народження Полікарпа Шабатина, уродженця Корсунь-Шевченківського району, українського письменника-байкара.
- 21 березня — 100 років від дня народження Івана Ле, уродженця Чорнобаїського району, українського письменника.
- 6 квітня — 160 років з дня народження Миколи Левитського, уродженця Канівського району, громадського та державного діяча, публіциста, організатора кооперативного руху, публіциста.
- 12 квітня — 140 років з дня народження  Андрія Лівицького, уродженця Канівського району, громадського, політичного, державного діяча, правника.
- 3 травня — 200 років від дня народження Миколи Івановича Анненкова (1819—1889), ботаніка, який у 1863—1875 рр. був директором Уманського училища землеробства і парку «Софіївка».
- 25 травня — 100 років від дня народження Миколи Шраменка, уродженця м. Черкаси, українського військового і громадсько-політичного діяча.
- 3 червня — 100 років від дня народження Івана Лутака, багаторічного керівника Черкаської області[1].
- 20 червня — 150 років від дня народження Федора Матушевського, уродженця с. Сміли, громадського діяча, публіциста, літературознавця.
- 27 липня — 100 років від дня народження Андрія Івановича Химка (справжнє прізвище — Хименко; 1919—1991), письменника, колишнього жителя м. Черкаси, уродженця с. Адамівка Чигиринського району.
- 7 жовтня — 150 років від дня народження Григорія Дядченка, уродженця Звенигородського району, українського художника.
- 10 жовтня — 130 років з дня народження Михайла Драй-Хмари (1889—1939), поета, літературознавця, репресованого, уродженця с. Малі Канівці Чорнобаївського району.
- 11 листопада — 100 років від дня народження Ольги Кусенко, уродженки м. Канів, української актриси.
- 8 грудня — 100 років від дня народження Катерини Юшенко, уродженки м. Чигирин, видатного вченого у галузі інформатики.
- 21 грудня — 150 років від дня народження Василя Петрушевського, уродженця Кам'янського району, українського композитора, диригента, громадсько-культурного діяча.

### Річниці заснування, утворення
- 7 березня — 30 років від часу заснування Національного історико-культурного заповідника «Чигирин»[2].
- 1 квітня — 100 років від часу заснування Державного архіву Черкаської області[3].
- 19 травня — 30 років Музею «Кобзаря» Т. Г. Шевченка в м. Черкаси.
- 11 липня — 120 років від часу заснування першої публічної бібліотеки в м. Черкаси — Черкаської обласної наукової бібліотеки
- 19 вересня — 40 років Черкаському зоопарку (1979)[4].
- 21 листопада — 80 років Музею Т. Г. Шевченка у Каневі (1939)[5].
- 11 грудня — 30 років від часу заснування Черкаської обласної організації Національної спілки краєзнавців України[6].
- 100 років від часу заснування газети «Уманська зоря».
- 80 років Літературно-меморіальному музею Т. Г. Шевченка у с. Шевченкове Звенигородського району (1939).

## Події
- 18 січня під час візиту до Черкас Президент України Петро Порошенко та митрополит Київський і всієї України Епіфаній відкрили пам'ятник митрополиту Василю Лепківському[7]
- 9 березня Президент України Петро Порошенко з робочим візитом відвідав Черкаську область. Спочатку на Тарасовій горі вручив Національні премії України імені Тараса Шевченка[8]. Потім відбулися зустрічі із громадскістю у м. Черкаси, яка завершилася сутичою між активістами та поліцією[9].
- 11 березня — унаслідок несприятливих погодних умов, дощу та сильних поривів вітру на Черкащині знеструмлено 56 населених пунктів. Найбільше постраждали Городищенський, Шполянський, Катеринопільський, Маньківський, Черкаський та Уманський райони.[10]
- 29 березня — Черкаси з робочим візитом відвідав Міністр екології та природних ресурсів України Остап Семерак. Відбулася зустріч із студентами черкаських вишів у Черкаському національному університеті ім. Б. Хмельницького та було проведено семінар у приміщенні Черкаської обласної ради з представниками органів влади та громадськості Черкаської, Полтавської та Кіровоградської областей.[11]
- 31 березня — відбувся перший тур виборів Президента України. У Черкаській області найбільшу підтримку здобув Володимир Зеленський — він набрав 30,06 % голосів (в цілому по Україні — 30,22 %), на другому місці — Юлія Тимошенко з 16,70 % (по Україні — 13,39 %, третє місце), третю позицію посів чинний Президент Петро Порошенко, який набрав 12,20 % голосів (по Україні — 15,92 %, друге місце).[12]
- 14 квітня — на Чигиринщині, у Холодному Яру відбулося 24-те вшанування героїв Холодного Яру, в яких взяли участь тисячі людей з різних куточків України. Цьогоріч їх присвятили 100-річчю всенародного повстання.[13]
- 21 квітня — відбувся другий тур виборів Президента України. У Черкаській області Володимир Зеленський набрав 77,43 % голосів (в цілому по Україні — 73,22 %), Петро Порошенко — 20,13 % голосів (по Україні — 24,45 %)[14].
- 3 травня — Президент України Петро Порошенко із нагоди дня захисників кордону відвідав Навчальний центр прикордонної служби, де відбулося відкриття пам'ятнику полеглим прикордонникам та вручення державних нагород[15].
- 17—19 травня у Каневі прийшов IV Міжнародний фестиваль сучасного кіно імені Юрія Іллєнка. Гран-прі фестивалю присуджено фільму «Містер Хендерсон» (режисер Томас Скохі, Франція)[16].
- 30 травня—2 червня поблизу Черкас пройшов 17-й щорічний Міжнародний мотофестиваль «Тарасова Гора», на який зібралися декілька тисяч учасників з різних країн світу[17]
- 20 червня — після 6 тижнів коми, в результаті черепно-мозкової травми, завданої під час нападу, помер черкаський журналіст Вадим Комаров[18].
- 24 червня — президент України Володимир Зеленський свої указом звільнив голову Черкаської ОДА Олександра Вельбівця та поклав виконання обв'язків голови на першого заступника Тараса Висоцького[19].
- 5—7 липня у Холодному Яру, біля с. Суботів, відбувся V Всеукраїнський Фестиваль нескореної нації «Холодний Яр», в якому взяло участь понад 4 тисячі людей[20].
- 21 липня — в Україні відбулися позачергові парламентські вибори. За їх результатами за мажоритарною системою у Черкаській області обрано: Арсенюка Олега Олексійовича («Слуга народу»), Нагорняка Сергія Володимировича («Слуга народу»), Рудика Сергія Ярославовича (самовисування), Скічка Олександра Олександровича («Слуга народу»), Стріхарського Андрія Петровича («Слуга народу»), Шпак Любов Олександрівну («Слуга народу»), Яценка Антона Володимировича (самовисування).[21] Результати голосування за партійними списками: «Слуга народу» — 51,03 % (по Україні — 43,16 %), Всеукраїнське об'єднання «Батьківщина» — 9,23 % (8,18 %), Європейська Солідарність — 6,43 % (8,10 %), «Опозиційна платформа — За життя» — 6,28 % (13,05 %), «Голос» — 3,75 % (5,82 %). Більше 5 % у Черкаській області набрали дві партії, які на пройшли до Верховної Ради: «Сила і честь» — 6,56 % (3,82 %) та Радикальна партія Олега Ляшка — 6,25 % (4,01 %).[22][23]
- 31 липня — під час робочої поїздки до Черкас президент України Володимир Зеленський представив нового губернатора області — Ігоря Шевченка[24].
- 2—4 серпня — у м. Черкаси пройшов 7-й Міжнародний мотофестиваль «Дорога на Січ»[25].
- 15—18 серпня — відбувся IV Черкаський фестиваль короткометражного кіно «КіноШот». До програми фестивалю включено 50 короткометражних стрічок митців із різних країн. У номінації «Кращий український короткометражний ігровий фільм» перемогу здобула стрічка «Кохання» режисера Микити Лиськова.[26][27]
- 17 серпня — у с. Красенівка на Чорнобаївщині пройшло щорічне Всеукраїнське свято богатирської сили на призи пам'яті І. М. Піддубного. Під час свята відбувся турнір з греко-римської боротьби, богатирське шоу, виставки, ярмарок тощо. Захід відвідала велика кількість людей, серед яких політики, спортсмени тощо.[28]
- 17—18 серпня у с. Моринці на Звенигородщині пройшов 6-й Всеукраїнський фестиваль Тараса Шевченка Ше.Fest[29].
- 7 вересня — у результаті операції по взаємному звільненню утримуваних у Росії осіб, до України повернулися 22 українські моряки, 2 співробітники СБУ та 11 українських політв'язнів Кремля. Серед них троє черкащан — моряки Олег Мельничук (Сміла) та Владислав Костишин (Христинівка), а також журналіст Роман Сущенко (Черкаси).[30]
- 30 вересня — на святкування єврейського нового року Рош Гашана в Умань прибуло понад 30 тис. хасидів з різних країн світу[31].
- 11 жовтня — депутати Черкаської обласної ради проголосували за звернення до президента, Верховної Ради, Кабінету Міністрів України щодо недопущення капітуляції України за «формулою Штайнмаєра»[32].
- 11—13 жовтня — у Черкасах пройшов ІІІ Черкаський книжковий фестиваль. Друковану продукцію на ньому представило 63 видавництва, у фестивалі взяли участь пятдесят письменників, його відвідали 13,5 тисяч людей[33].
- 29 жовтня — головою Черкаської обласної ради обрано Анатолія Підгорного[34].
- 31 жовтня — Черкаси із робочим візитом відвідав президент Національного олімпійського комітету України Сергій Бубка[35].
- 4 листопада — указом президента України звільнено з посади голови Черкаської обласної державної адміністрації Ігоря Шевченка та призначено Романа Боднара[36].

## Спортивні події
- 27 лютого — в рамках щорічної церемонії «Спортивне сузір'я Черкащини» названо кращих спортсменів і тренерів 2018 року. Найкращим спортсменом із олімпійських видів спорту назвали веслувальника Івана Тищенка, спортсменку — фехтувальницю Діану Залевську. Із неолімпійських видів спорту кращими визнали кікбоксера Романа Щербатюка та Катерину Коваленко. Серед тренерів першими стали Юрій Зубов (із неолімпійських видів спорту) та Михайло Гуленко (із олімпійських видів спорту).[37]
- 4 березня — черкаська лучниця Єлизавета Сікало стала срібною призеркою Чемпіонату Європи зі стрільби з лука в приміщенні серед юніорів у командних змаганнях[38].
- 1 квітня — в Українській баскетбольній суперлізі сезону 2018—2019 Черкаські Мавпи посіли останнє, 8-те місце, та програли у першому раунді плей-оф[39].
- 2 червня — Черкащина-Академія у другій лізі Чемпіонату України з футболу 2018—2019 у групі А зайняла друге місце, а за результатами двох матчів раунду плей-офф обіграла клуб «Суми» та перейшла до першої ліги[40].
- 3 червня — Альтаїр (Драбів) переміг команду «Златокрай-2017» (Золотоніський район) у фіналі Кубку Черкаської області з футболу та вперше став володарем трофею.
- 22 червня — черкащанка Анастасія Сапсай на Європейських іграх здобула золото у самбо[41].
- 22 липня — черкащанка Валерія Іваненко на Чемпіонаті Європи з легкої атлетики серед юніорів здобула золото у метанні молоту[42].
- 3 листопада — у Чемпіонаті Черкаської області з футболу 2019 року перемогла команда «Альтаїр» (смт Драбів), на другому місці — «Базис» (Кочубіївка), на третьому — «УТК-Ятрань» (Уманський район)[43].
- 12 листопада — черкащанка Анастасія Сапсай завоювала «золото» на чемпіонаті світу із самбо, що проходив у Південній Корії[44].

## Нагороджено, відзначено

### Премії
- Лауреатом Літературної премії імені Тодося Осьмачки став Микола Слюсаревський зі збіркою поезій «Під дахом милосердя»[45].
- Лауреатами обласної Краєзнавчої премії імені Михайла Максимовича стали: у номінації «Колективна краєзнавча робота» — авторський колектив: Т. А. Клименко, С. В. Корновенко, В. М. Мельниченко, Ю. Г. Пасічна за видання «Селянство Черкащини в добу Української революції 1917—1921 рр.»; у номінації «Індивідуальна краєзнавча робота» — Н. В. Чигирик за книгу «Загублені села»[46].
- 16 листопада — черкаський письменник Артем Чех отримав Літературну премію імені Джозефа Конрада-Коженьовського[47].
- 21 листопада — лауреатом першого Літературного конкурсу імені Василя Захарченка визнано письменницю Ольгу Павленко (Уманщина) з оповіданням «Шкарпетка з цукеркою»[48].
- 3 грудня — лауреатами Всеукраїнської літературної премії імені Василя Симоненка стали: у номінації «За кращий художній твір» — Василь Шкляр за роман «Троща»; у номінації «За кращу першу збірку» — Ігор Мітров за збірку поезій «Голландський кут»[49].

### Державні нагороди
- 31 січня — Гаркушу Сергія Вікторовича, Дронова Сергій Анатолійовича та Проценка Тараса Станіславовича, які загинули на війні на Сході України, посмертно нагороджено орденами «За мужність» ІІІ ступеня[50].
- 20 лютого — Собченка Олега Андрійовича (Черкаська область), учасника Революції Гідності, нагороджено Орденом «За мужність» ІІІ ст.[51].
- 28 лютого — Коломійця Олександра Олександровича, молодшого сержанта Збройних сил України, учасника російсько-української війни нагороджено орденом «За мужність» ІІІ ступеня (посмертно)[52].
- 6 березня — Журбу Світлану Василівну, головного лікаря Черкаського обласного кардіологічного центру, нагороджено орденом княгині Ольги ІІ ступеня[53].
- 13 березня, в День українського добровольця, орденом «За мужність» ІІІ ступеня нагороджено айдарівців: молодшого сержанта запасу Богдана Гаркушу з Черкас, солдата запасу Олександра Зацарінного зі Звенигородки, старшого сержанта запасу Олександра Сіроша із Червоної Слободи.[54][55]
- 3 квітня — старшину 1 статті Мельничука Олега Михайловича, смілянина, капітана рейдового буксира «Яни Капу», якого було взято росіянами у військовий полон 25 листопада 2018 року у ході інциденту в Керченській протоці, нагороджено орденом «За мужність» ІІІ ступеня[56][57].
- 18 квітня — Моспана Антона Юрійовича, який загинув у війні на Сході України, посмертно нагороджено орденами «За мужність» ІІІ ступеня[58]
- 29 квітня — генерал-майора Ігора Момота відзанчено званням Герой України з удостоєнням ордена «Золота Зірка» (посмертно)[59]. Нагороду отримала з рук Президента донька загиблого прикордонника[15]
- 15 липня — черкащанку Анастасію Сапсай нагороджено Орденом Княгині Ольги III ст. — за досягнення високих спортивних результатів на ІІ Європейських іграх 2019[60].
- 5 листопада — черкащан Олега Бардалима, Олександра Грицаюка та Олександра Лінчевського, які загинули у війні на Сході України, посмертно нагроджено орденом «За мужність» ІІІ ступеня[61].
- 28 листопада — черкащанину Василю Мельниченку присвоєно почесне звання «Заслужений працівник культури України», Роману Годевичу — «Заслужений діяч мистецтв України»[62].

## Створено, засновано

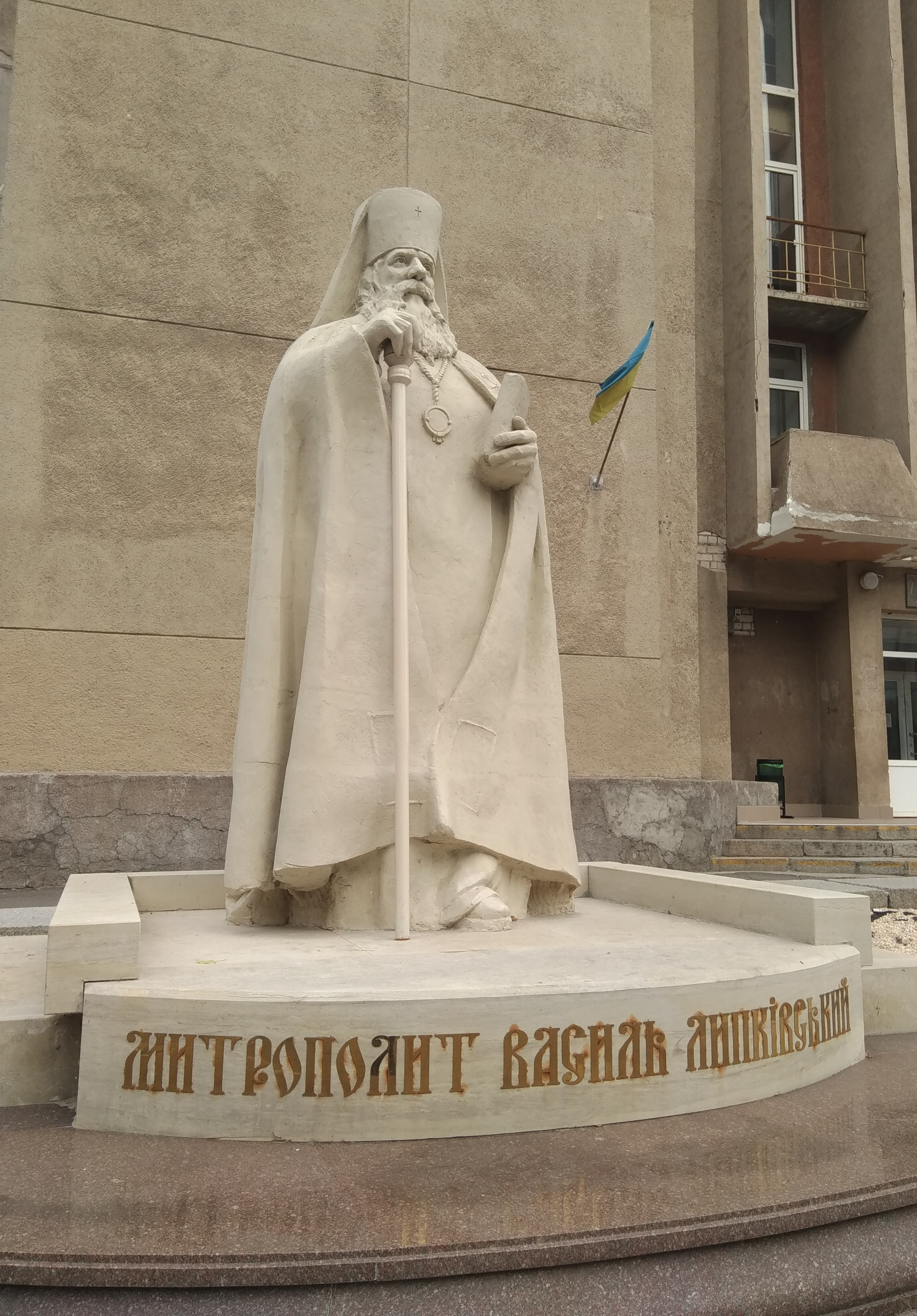
Пам'ятник митрополитові Василю Липківському в м. Черкаси

- 18 січня — у м. Черкаси відкрито пам'ятник першому митрополиту Київському і всієї України Василю Лепківському[7].
- 14 квітня — в урочищі Холодний Яр, на Чигиринщині, біля Мотронинського монастиря відкрито пам'ятник на честь загиблих воїнів 93-ї окремої механізованої бригади «Холодний Яр», які полягли в боротьбі за волю України на Донбасі.[63]
- 3 травня — на території Навчального центру прикордонної служби Президент України Петро Порошенко відкрив пам'ятник загиблим прикордонникам[15].
- 10 жовтня — у с. Червона Слобода Черкаського району митрополит Київський і всієї України Епіфаній освятив новий храм Успіння Пресвятої Богородиці[64].
- 23 жовтня — у Черкасах, на території Черкаського професійного ліцею, відкрито пам'ятний знак «Вірним захисникам України»[65].
- 22 грудня — у м. Сміла митрополит Київський і всієї України Епіфаній освятив новий храм Різдва Іоана Хрестителя[66].

### Об'єкти природно-заповідного фонду
Рішенням Черкаської обласної ради протягом року створено 9 об'єктів природно-заповідного фонду місцевого значення
- Гідрологічний заказник Джерела живої та мертвої води (Тальнівський район);
- Парки-пам'ятки садово-паркового мистецтва: Лісова пісня (Черкаси), Сквер «Молодіжний» (Черкаси), Сквер «Троянд» (Черкаси), Сосновий ліс (Тальнівський район);
- Ботанічні заказники: Грушевий яр (Кам'янський район), Кут (Драбівський район);
- Ландшафтний заказник Солонці (Чорнобаївський район);
- Комплексний заказник Лихолітський (Чорнобаївський район).

## Померли
- 5 січня — Таран Катерина Пилипівна, 64 — заслужена журналістка України, тривалий час працювала на черкаському телебаченні[69].
- 24 лютого — Носань Сергій Лукич, 79, поет, прозаїк, драматург, публіцист, Заслужений діяч мистецтв України[70].
- 16 березня — Дубова Ольга Петрівна, 84, директор Черкаської обласної бібліотеки для дітей (1978—2008), Заслужений працівник культури України[71].
- 13 червня — Левченко Сергій Прокопович, 65, поет, прозаїк, перекладач; черкащанин.
- 26 грудня — Аблязов Рауф Ахметович, 84, президент Східноєвропейського університету економіки та менеджменту, доктор технічних наук.[72]

### Загиблі під часросійсько-української війни
- 16 лютого — Данілейченко Сергій Павлович, уродженець с. Вербовець (Катеринопільський район), загинув від кульового поранення у бою поблизу с. Кримське (Новоайдарський район)[73].
- 19 липня — Бардалим Олександр Володимирович, уродженець м. Корсунь-Шевченківський, загинув від кулі снайпера в районі м. Мар'їнка[74].
- 1 вересня — Грицаюк Олександр Володимирович, уродженець смт Христинівка, сержант 24 ОМБр; помер у лікарні внаслідок важких мінно-вибухових поранень, отриманих під час обстрілу в районі м. Мар'їнка 25 серпня.[75]
- 10 вересня — Бурдейний Юрій Олегович, уродженець смт Іркліїв, старший солдат, старший розвідник-оператор розвідувальної роти. Загинув поблизу м. Авдіївки в Донецькій області[76].
- 11 вересня — Лінчевський Олександр Валерійович, уродженець с. Матусів (Шполянський район), стрілець-помічник гранатометника 1 ОБМП 36 ОБрМП. Загинув від кулі снайпера поблизу Волновахи[77].
- 4 жовтня — Ремінний Олег Володимирович, 33, старший солдат, механік-водій розвідувальної роти 1-ї ОТБр, уродженець Шполи. Загинув на передовій під час ворожого обстрілу.[78]
- 7 грудня — Темний Дмитро Вікторович, 28, молодший сержант, військовослужбовець 72 ОМБр. Загинув у районі м. Золоте на Луганщині внаслідок ворожого обстрілу.[79]

## Ітоги року
- 2019-й рік на Черкащині став найбільш теплим та сухим за останні 70 років спостережень. Про це повідомляє пресслужба Черкаського обласного гідрометцентру. Середня температура повітря за рік становила 10-11° тепла, що на 2-3° вище кліматичної норми та на 0,5° перевищила попередній рекорд, що був зафіксований у 2007 році.[80]